# Scalpellum angustum
Scalpellum angustum is een rankpootkreeftensoort uit de familie van de Scalpellidae. De wetenschappelijke naam van de soort is voor het eerst geldig gepubliceerd in 1879 door G.O. Sars.